# Остеомиелит челюсти
Остеомиелит челюсти — хроническое или острое гнойное воспаление нижней или верхней челюсти. Как правило, возникает на фоне хронических стоматологических заболеваний (пародонтоз, кариес и др.).

## Описание
Остеомиелит челюсти — гнойное воспаление костей челюсти. Его вызывают обычно гноеродные бактерии (стрептококки, стафилококки, кишечная и гемофильная палочки, и т. д.).

## Классификация
Остеомиелит челюсти обычно подразделяется на:
- По происхождению:
  - Одонтогенный остеомиелит челюсти;
  - Гематогенный остеомиелит челюсти.

- По течению болезни:
  - Острый остеомиелит челюсти;
  - Хронический остеомиелит челюсти.

## Причины
- Распространение воспалительного процесса с зубов на челюсти (одонтогенный);
- Попадание грязи или заражённой микробами жидкости на рану при открытых переломах челюсти;
- Занесение инфекции из отдалённых очагов инфекции (гематогенный);
- Проникающие или рубящие ранения в области челюсти.

## Симптомы
- Сильная боль в челюсти;
- Зловонный запах изо рта;
- Повышение температуры тела;
- Отсутствие аппетита;
- Озноб.

## Осложнения
- Некроз челюсти;
- Распространение инфекции по кровеносным сосудам (сепсис).